# 额尔肯毕里克
额尔肯毕里克（？—1901年），蒙古族，伊克昭盟鄂尔多斯左翼中旗人，鄂尔多斯左翼中旗札萨克多罗郡王。

## 生平
1837年，额尔肯毕里克袭任鄂尔多斯左翼中旗札萨克多罗郡王。1883年，兼任鄂尔多斯济农。1884年，移职。1901年，额尔肯毕里克逝世。